# Centralny System Informacji Rynku Energii
Centralny System Informacji Rynku Energii (CSIRE) to system teleinformatyczny służący do przetwarzania informacji rynku energii na potrzeby procesów rynku energii elektrycznej oraz wymiany informacji pomiędzy użytkownikami systemu. Ma on wspierać realizację procesów detalicznego rynku energii, w tym przede wszystkim procesu zmiany sprzedawcy oraz stanowić miejsce rejestracji i udostępniania danych pomiarowych pochodzących z liczników energii elektrycznej w całej Polsce.
Dokumentacja, która szczegółowo opisuje procesy rynku energii, sposób ich realizacji oraz zakres informacji wymienianych przez uczestników rynku za pośrednictwem CSIRE, jest określana jako „Standardy Wymiany Informacji Centralnego Systemu Informacji Rynku Energii” (SWI).